# James E. Hill

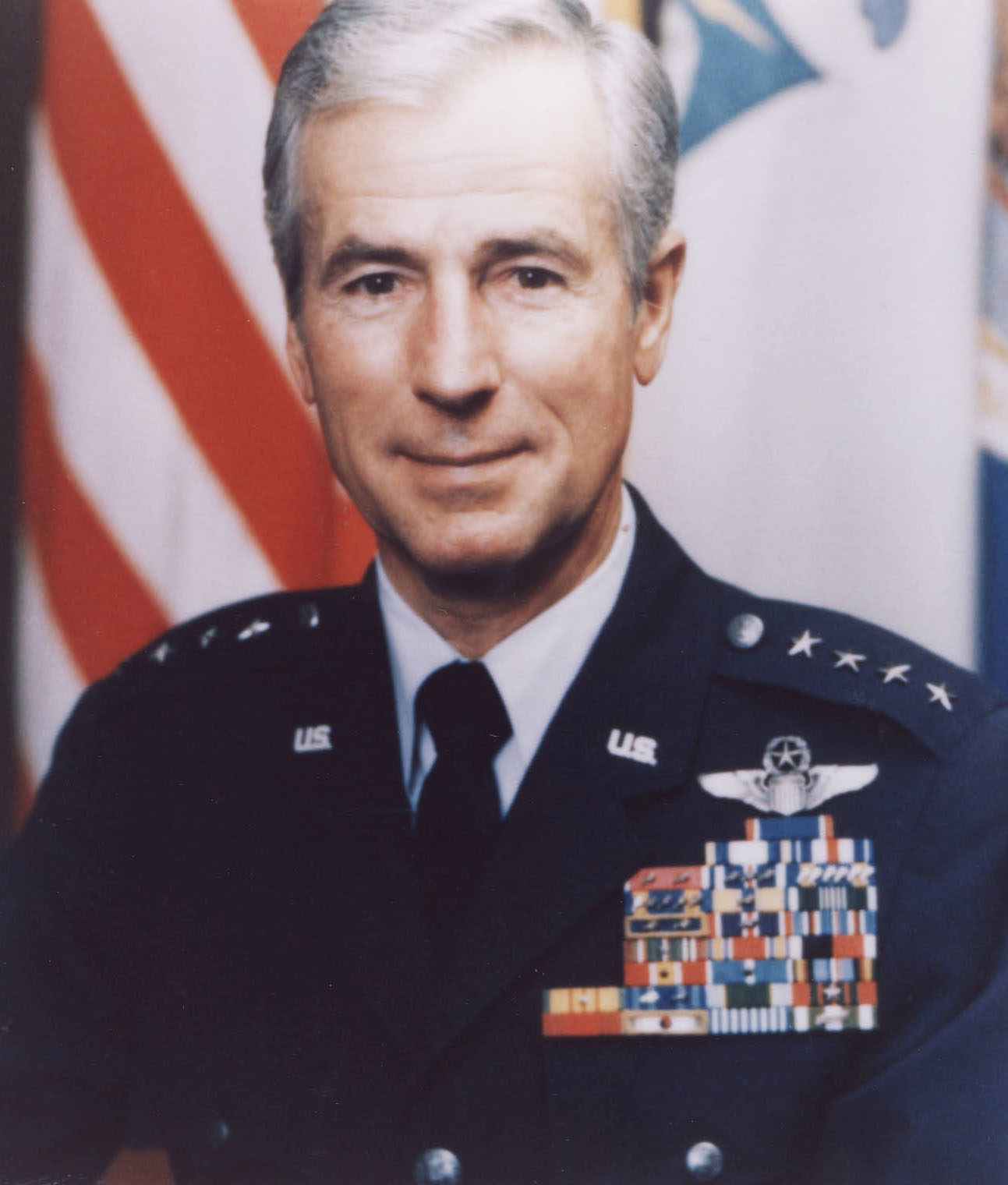
James E. Hill

James Erskine Hill  (* 1. Oktober 1921 in Stillwater, Payne County, Oklahoma; † 20. Mai 1999 in Colorado Springs, El Paso County, Colorado) war ein General der United States Air Force. Er war unter anderem Kommandeur der 8. Luftflotte und des North American Aerospace Defense Commands (NORAD).
Er besuchte die öffentlichen Schulen seiner Heimat und trat im März 1942 während des Zweiten Weltkriegs den United States Army Air Forces bei. Nach einer Offiziersausbildung und einer Schulung zum Kampfpiloten wurde er im Februar 1943 in deren Offizierskorps aufgenommen. In der Armee bzw. ab 1947 in der United States Air Force durchlief er anschließend alle Offiziersränge vom Leutnant bis zum Vier-Sterne-General.
Seit Dezember 1943 war er als Kampfpilot auf dem europäischen Kriegsschauplatz eingesetzt. Dabei war er sehr erfolgreich. Bei 127 Einsätzen schoss er fünf feindliche Flugzeuge ab. Im September 1945 kehrte er in die Vereinigten Staaten zurück und im Dezember des gleichen Jahres schied er vorübergehend aus dem aktiven Militärdienst aus. Stattdessen wurde er in der Luftwaffe der Oklahoma National Guard aktiv. Dort kommandierte er eine aus Flugzeugen vom Typ P-51 bestehende Kampfschwadron.
Im Jahr 1948 trat er der im Vorjahr als eigenständige Waffengattung gegründeten United States Air Force bei. Er war zunächst auf der Williams Air Force Base in Arizona stationiert. Im August 1950 wurde er auf die Itazuke Air Base in Japan versetzt. Von dort und später von der Osan Air Base in Südkorea aus flog er 128 Einsätze im Rahmen des Koreakriegs. Nach zwischenzeitlichen anderen Verwendungen in den Vereinigten Staaten wurde er im April 1953 nach England versetzt. Dort besuchte er als Austauschoffizier das Royal Air Force Flying College. Anschließend verblieb er bis zum Juli 1957 in England. Dort diente er in einigen amerikanischen Luftwaffeneinheiten unter anderem als Stabsoffizier.
Zwischen Juli 1957 und August 1960 war Hill auf der Lockbourne Air Force Base in Ohio stationiert. Dort war er Berater des 121. Kampfgeschwaders (121st Tactical Fighter Wing), das zur Ohio National Guard gehörte. Anschließend gehörte er bis zum August 1963 der Stabsabteilung für Operationen im Hauptquartier der Air Force an. Daran schloss sich bis 1964 ein Studium am Industrial College of the Armed Forces an.
Im August 1964 wurde James Hill auf die Clark Air Base auf den Philippinen beordert. Dort leitete er zunächst die Stabsabteilung für Operationen des 405. Kampfgeschwaders. Zwischen September 1964 und Januar 1966 kommandierte er dieses Geschwader. Danach verbleib er noch bis zum Juli 1966 auf diesem Stützpunkt, wo er die Stabsabteilung für Planungen und Operationen der 13. Luftflotte leitete.
In den folgenden Jahren kommandierte er an verschiedenen Stützpunkten in den Vereinigten Staaten mehrere Lufteinheiten. Auf der Craig Air Force Base in Alabama kommandierte er zwischen Juli 1966 und Juli 1967 das 3615. Ausbildungsgeschwader (3615th Pilot Training Wing). Danach erhielt er auf der Wurtsmith Air Force Base in Michigan das Kommando über die 40. Luftdivision (40th Air Division), das er bis zum Juni 1968 innehatte. Sein nächster Auftrag führte ihn nach Little Rock in Arkansas. Auf der dortigen Air Force Base übernahm er im Juni 1968 den Oberbefehl über die 825th Strategic Aerospace Division. Diesen Posten bekleidete er bis zum Januar 1970. Danach übernahm er das Kommando über die 42. Luftdivision (42d Air Division), die auf der Blytheville Air Force Base, ebenfalls im Bundesstaat Arkansas, ansässig war.
Nach dem Ende dieser Mission wurde James Hill im Juli 1971 zum Verteidigungsministerium der Vereinigten Staaten versetzt, wo er bis zum Juni 1972 der Stabsabteilung für Nuklearwaffen (Atomic Energy) angehörte. Es folgte eine Versetzung zur Mildenhall Air Base in England. Dort kommandierte er zwischen Juni 1972 und November 1973 die 3. Luftflotte. Nach einer neuerlichen Tätigkeit im Hauptquartier der Air Force wurde er auf die Elmendorf Air Force Base in Alaska versetzt. Dort kommandierte er ab September 1974 das United States Alaskan Command und nach dessen Auflösung bis zum Oktober 1976 das Alaskan Air Command. Gleichzeitig kommandierte er das regionale, für Alaska zuständige Unterkommando des North American Aerospace Defense Command (NORAD).
Als Nächstes erhielt James Hill das Kommando über die auf der Barksdale Air Force Base in Louisiana stationierte 8. Luftflotte. Dieses Amt übte er zwischen Oktober 1976 und Juni 1977 aus. Danach war er bis zum Dezember 1977 stellvertretender Kommandeur des Strategic Air Command (SAC) das sein Hauptquartier auf der Offutt Air Force Base in Nebraska hatte.
Am 6. Dezember 1977 wurde Hill als Nachfolger von Daniel James Jr. auf der Peterson Air Force Base in Colorado neuer Kommandeur des NORAD. Gleichzeitig kommandierte er das damalige ebenfalls auf diesem Stützpunkt ansässige U.S. Air Force Aerospace Defense Command. Diese Ämter bekleidete er bis zum 31. Dezember 1979, als er von James V. Hartinger abgelöst wurde. Anschließend schied er aus dem aktiven Militärdienst aus. 
Er verbrachte seinen Lebensabend in Colorado Springs, wo er für einige Zeit Leiter der dortigen Handelskammer war. Er starb am 20. Mai 1999 und wurde auf dem Friedhof der United States Air Force Academy beigesetzt.

## Orden und Auszeichnungen
James Hill erhielt im Lauf seiner militärischen Laufbahn unter anderem folgende Auszeichnungen:
- Distinguished Service Cross
- Defense Distinguished Service Medal
- Air Force Distinguished Service Medal
- Silver Star
- Legion of Merit
- Distinguished Flying Cross
- Air Medal
- Air Force Commendation Medal
- Army Commendation Medal
- Presidential Unit Citation
- Air Force Outstanding Unit Award
- American Campaign Medal
- European-African-Middle Eastern Campaign Medal
- World War II Victory Medal
- Army of Occupation Medal
- National Defense Service Medal
- Korean Service Medal
- Armed Forces Expeditionary Medal
- Vietnam Service Medal
- Air Force Longevity Service Award
- Kriegskreuz (Frankreich)
- Kriegskreuz (Belgien)
- United Nations Service Medal Korea (UNO)
- Vietnam Campaign Medal (Südvietnam)
- Korean War Service Medal (Südkorea)